# 阿尔贝塔·圣图乔
阿尔贝塔·圣图乔（義大利語：Alberta Santuccio，1994年10月22日—），意大利击剑运动员。她曾代表意大利参加2020年夏季奥林匹克运动会击剑比赛，结果获得女子团体重剑项目的铜牌。